# Arsen Fadzayev
Arsen Fadzayev, né le 5 septembre 1962 à Chikola, est un lutteur soviétique, russe puis ouzbek et un homme politique russe.

## Biographie
Arsen Fadzayev remporte la médaille d'or en lutte libre dans catégorie des moins de 68 kg aux Jeux olympiques d'été de 1988 à Séoul sous les couleurs de l'Union soviétique et aux Jeux olympiques d'été de 1992 à Barcelone avec l'Équipe unifiée. Il est également sextuple champion du monde (1983, 1985, 1986, 1987, 1990 et 1991) et quadruple champion d'Europe (1984, 1985, 1987 et 1988). 
Il prend alors sa retraite sportive et devient entraîneur au CSKA Moscou et pour l'équipe de Russie. Il fait un come-back en 1996 ; échouant à intégrer la sélection russe, il opte pour la nationalité ouzbèke et dispute les Jeux olympiques d'été de 1996 à Atlanta, terminant 13e en lutte libre dans la catégorie des moins de 68 kg sous les couleurs de l'Ouzbékistan. 
Membre du parti Russie unie, il est député à la Douma d'État de 2003 à 2011.